# Shade balls

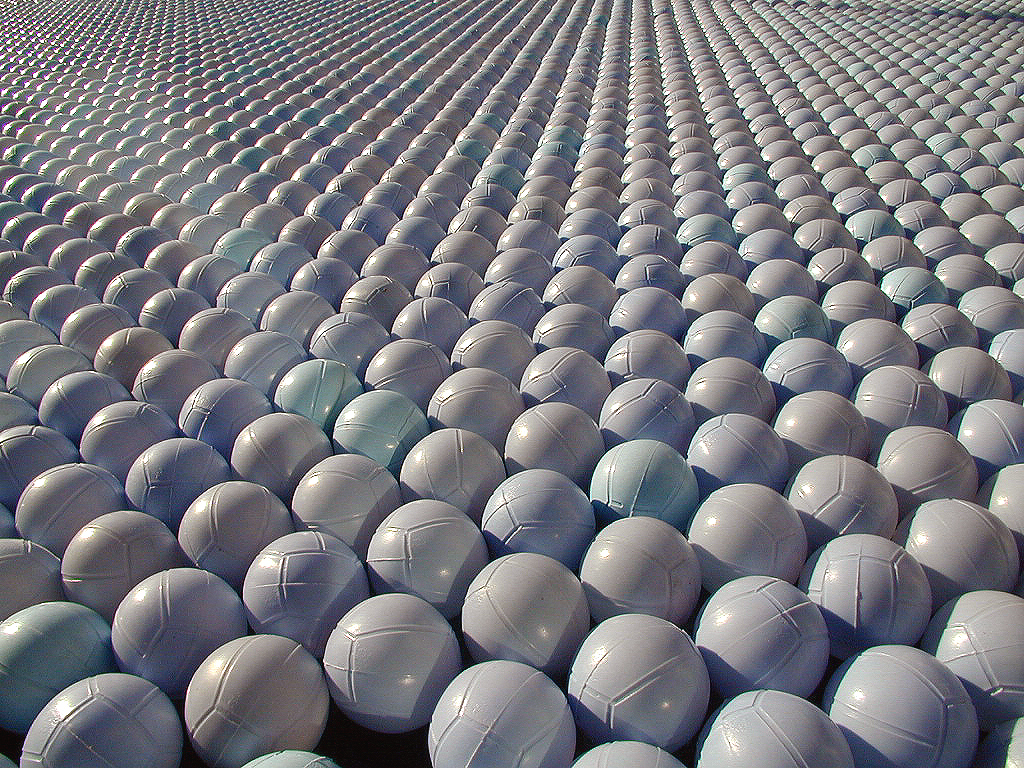
en dans une piscine.

Les shade balls (« boules à faire de l'ombre » en français) sont des sphères de plastiques répandues en surface de réservoirs d'eau employées pour limiter l'évaporation et la baisse de la qualité de l'eau stockée (en restreignant la prolifération d'algues et la formation de bromates),. 
La ville de Los Angeles utilise des shade balls en polyéthylène haute densité sur ses réservoirs depuis août 2005, empêchant l'évaporation d'environ 1,15 × 106 m3 d'eau par an. Les shade balls ayant consommé de l'eau lors de leur production, l'équilibre entre l'économie réalisée et l'eau utilisée en production est atteint environ 2,5 ans après le recouvrement du réservoir.